# Giovanni Piacentini
Giovanni Piacentini, dit le cardinal vénitien (né à Parme en Émilie-Romagne, Italie, alors dans le duché de Milan, et mort le 9 mai 1404 ) est un pseudo-cardinal italien du XIVe siècle et du début du XVe siècle créé par l'antipape d'Avignon Clément VII .

## Biographie
Giovanni Piacentini est chanoine et archidiacre de Parme. En 1364 il est nommé évêque de Cervia et en transféré à Padoue en 1369. En 1371 il est promu archevêque de Patras, en 1373 administrateur d'Orvieto (mais la nomination n'entre pas en vigueur) et en 1375 évêque de Castello, mais il est déposé en 1378 par Urbain VI, comme il a joint l'obédience d'Avignon. Il suit l'antipape Clément VII à Avignon.
L'antipape Clément VII le crée cardinal lors du consistoire du 12 juillet 1385. Le cardinal Piacentini participe au conclave de 1394 lors duquel l'antipape Benoît XIII est élu. Il abandonne l'antipape Benoît XIII en septembre 1398, mais il retourne peu après.
En 1401, il est cardinal protoprêtre.